# Delirio tropical
Delirio tropical es una película musical mexicana de 1952 escrita y dirigida por Miguel Morayta Martínez y protagonizada por Amalia Aguilar y Víctor Alcocer.

## Argumento
Una joven huérfana de un pequeño pueblo costero, causa conmoción y espanta a la gente por su temperamento al bailar. La joven es injustamente acusada de brujería a raíz de la muerte de su padre. La joven se enamora de un bailarín, pero le espera un destino trágico.

## Reparto
- Amalia Aguilar
- Carlos Valadez
- Víctor Alcocer
- Lupe Llaca
- Hernán Vera
- Conchita Gentil Arcos

## Comentarios
Considerada como la Tin Tán de las rumberas, Amalia Aguilar es una mujer incansable y cubanísima.
Se ignora la razón, por la cual en la cinta Delirio tropical (1952) el guionista hace que ella muera lapidada. Lo mismo le sucede en Amor perdido (1951), donde la bailarina del antifaz, muere balaceada. Ambas cintas son dirigidas por Miguel Morayta y en la primera el guion es del director y de la celebrada escritora Guadalupe Dueñas. En la de 1952, el guion lo comparte con Carlos Fernández Galán. Pero a pesar del esfuerzo de Morayta, Amalia siguió bailando con una enorme sonrisa para deleite de sus admiradores.